# Guillermo Hurtado
Guillermo Hurtado (27 de octubre de 1962) es un filósofo, historiador, columnista y activista mexicano.

## Estudios
Estudió la licenciatura en Filosofía en la Facultad de Filosofía de la UNAM de 1980 a 1984. Fue becario del Instituto de Investigaciones Filosóficas de 1982 a 1985 en donde tuvo como asesores a Raúl Orayen,y Mark Platts. Su tesis de licenciatura versó sobre la filosofía del lenguaje de Donald Davidson.
Estudió en la Universidad de Oxford (Magdalen College) de 1985 a 1990 con una beca de la UNAM. En esa universidad obtuvo el grado de Bachelor of Philosophy, equivalente a la maestría, y el de Doctor of Philosophy in Philosophy con una tesis sobre la ontología de la lógica matemática de Bertrand Russell. En Oxford tuvo como asesores a R.W. Walker, Simon Blackburn, David Pears, David Bostock y Timothy Williamson.

## Actividad académica
Ingresó como investigador de tiempo completo al Instituto de Investigaciones Filosóficas de la UNAM en enero de 1991. En ese Instituto fue Secretario académico de 1993 a 1996 y posteriormente Director durante dos periodos consecutivos, entre los años 2004 y 2012.
Ha sido profesor del Colegio de Filosofía de la UNAM y del Posgrado en Filosofía de la UNAM. También ha impartido clases en el Instituto Tecnológico de México, la Universidad Veracruzana, la Universidad de Buenos Aires, la Universidad Iberoamericana, la Universidad de Aguascalientes, la Universidad Panamericana y la Universidad Hebrea de Jerusalén. Entre 1997 y 1998 fue investigador invitado en el Instituto de Filosofía del Consejo Superior de Investigación Científica de España.
En 2001 fue asesor del primer rector y fundador de la Universidad de la Ciudad de México, Manuel Pérez Rocha y colaboró en la creación de dicha universidad, en particular, del área de filosofía e historia de las ideas.
Sus investigaciones han versado sobre una diversidad de temas relacionados con la filosofía analítica y la historia intelectual.
En 2022 recibió el Premio Universidad Nacional de Investigación en Humanidades.

### Trabajos de Filosofía
Hurtado ha publicado libros y artículos sobre filosofía de la lógica, filosofía del lenguaje, ontología, metafísica, epistemología, filosofía de la historia, filosofía política, filosofía de la educación y filosofía de la religión. Sus principales contribuciones están recogidas en sus libros Proposiciones russellianas (1998), Por qué no soy falibilista (2009), México sin sentido (2011),  Diálectica del naufragio (2016) y Definición y moraleja de la verdad (2017).
En Proposiciones russellianas, se ofrece una interpretación alternativa de la filosofía de la lógica de Bertrand Russell entre 1900 y 1913. El libro muestra que la concepción russelliana sobre los entes, las relaciones, las clases, las funciones proposicionales, los cuantificadores y las proposiciones fue más compleja de lo que normalmente se supone. Al final del libro, Hurtado ofrece una teoría de ontología formal en la que se reelaboran algunas tesis centrales del filósofo inglés y se le añaden nuevas categorías.
En Por qué no soy falibilista se reúnen seis ensayos filosóficos. Los primeros dos ofrecen una extensión y profundización de la ontología de Proposiciones russellianas. El tercer ensayo propone una teoría metafísica sobre la persona que no se concentra en la identidad personal sino en el cambio personal. Los últimos tres ensayos se ocupan de la relación entre la creencia, la verdad y la duda.
En México sin sentido la filosofía de Hurtado torna hacia la filosofía política, la filosofía de la educación y la filosofía de la historia. La tesis del libro es que México padece de una crisis de sentido que ha paralizado su desarrollo democrático. La filosofía puede ser un instrumento para salir de esa crisis, siempre y cuando se enseñe correctamente en la escuela obligatoria.
En Dialéctica del naufragio se reúnen varios ensayos sobre el sentido de la vida, la exigencia de verdad en las creencias religiosas, el agnosticismo considerado como un estado vital, el diálogo entre creyentes y no creyentes en una sociedad postsecular, la posibilidad de la esperanza en el mundo contemporáneo y la conveniencia para la democracia del cultivo de algunas virtudes de matriz religiosa.
En Biografía de la verdad se ofrece una respuesta original a la pregunta filosófica sobre la verdad que no adopta la forma de una definición o una teoría. La propuesta parte de la conciliación de dos intuiciones sobre la verdad: la de que la verdad depende de cómo es el mundo, y la de que la verdad es un modo del bien. Con base en lo anterior, se formula una genealogía negativa que describe las rutas hacia la verdad que parten de las diferentes manifestaciones de la no verdad, como la ignorancia, el error, la mentira y la confusión. De esta manera, la respuesta a la pregunta filosófica sobre la verdad adopta la forma de una narración. Esta genealogía se extiende luego hacia una pedagogía moral de la verdad que no adopta una forma normativista, sino que se plantea como una guía existencial para recorrer los senderos hacia la verdad. En la parte final, se ofrece una lectura filosófica de tres obras del Siglo de Oro español para encontrar en ellas algunas moralejas sobre la verdad. Se argumenta que estas moralejas siguen siendo válidas en el presente, en que padecemos una preocupante crisis de la verdad.

### Trabajos de Historia Intelectual
Hurtado ha sido un promotor del giro hacia la historia intelectual en la historia de la filosofía mexicana. En El búho y la serpiente (2007), La Revolución creadora. Antonio Caso y José Vasconcelos en la Revolución mexicana (2016) y El pensamiento del segundo Vasconcelos (en prensa), así como en docenas de artículos y capítulos en libros, Hurtado ha ofrecido un panorama de la filosofía mexicana del siglo anterior, así como de su relación con su contexto cultural, social y político.
En El búho y la serpiente, Hurtado distingue dos modelos de filosofía en México y en Iberoamérica: el de la modernización y el de la autenticidad. A partir de esta distinción examina algunos momentos de la filosofía en México en el siglo XX.
La Revolución creadora es una historia intelectual de la filosofía mexicana entre 1908 y 1929. Su propósito principal es mostrar las relaciones que hubo entre la filosofía mexicana de ese periodo y los desarrollos políticos, cultuales y sociales de la Revolución mexicana.
En El pensamiento del segundo Vasconcelos, Hurtado ofrece una lectura de los escritos filosóficos, políticos, históricos y pedagógicos de Vasconcelos en el periodo más rico pero menos estudiado de su vida intelectual, el que va de su derrota electoral en 1929 al cierre de la revista germanófila Timón en 1940.

## Labores editoriales
Fue director fundador de la segunda época de la revista Diánoia (2000-2004).
Forma parte del comité asesor del área de filosofía del Fondo de Cultura Económica. También es integrantes de los comités editoriales de varias revistas de México y el extranjero, entre ellas, Análisis Filosófico, Ideas y valores, Mexican Studies y Journal of Interamerican Philosophy.
Es autor de la entrada sobre Filosofía en México del Stanford Encyclopedia of Philosophy.

## Periodismo
Desde marzo de 2014 es columnista del diario mexicano  La Razón.

## Activismo
En 2009 fundó, junto con Gabriel Vargas Lozano y José Alfredo Torres, el Observatorio Filosófico de México, colectivo que logró que se reinsertara la enseñanza de la filosofía en la educación media superior en los planes de estudio oficiales en México.
En 2019, el Observatorio Filosófico de México logró que la enseñanza de la filosofía fuera reconocida como un derecho constitucional de todos los Mexicanos.

## Publicaciones

### Libros de autoría original
1. Proposiciones russellianas, UNAM, México 1998, 337 pp. (Colección Filosofía Contemporánea, Instituto de Investigaciones Filosóficas). 1ª impresión electrónica 2022.[4]
2. El búho y la serpiente. Ensayos sobre la filosofía en México en el siglo XX, México, UNAM, Colección Sociedad y cultura. México siglo XXI, Coordinación de Humanidades, 2007, 274 pp.[10]
3. Por qué no soy falibilista y otros ensayos filosóficos, México, Los libros de Homero, 2009. 87 pp.[5]
4. México sin sentido, México, Siglo XXI/UNAM, 2011, 1ª reimpresión 2013, 83 pp.[6]
5. Dialéctica del naufragio, México, Fondo de Cultura Económica, Col. Cenzontle, 2016, 142 pp.[7]
6. La Revolución creadora. Antonio Caso y José Vasconcelos en la Revolución mexicana, México, UNAM, Seminario de Historia y Memoria Nacionales, 2016. 1ª impresión electrónica 2021, 480 pp.[11]
7. El pensamiento del segundo Vasconcelos, México, UNAM, Seminario de Historia y Memoria Nacionales, 2020, 162 pp.
8. Biografía de la verdad, México, Siglo XXI/UNAM, 2024, 142 pp.[9]

### Compilador o editor
1. Filosofía analítica y filosofía tomista: diálogos con Mauricio Beuchot, Editorial Surge, México, 2000, 130 pp.
2. Subjetividad, representación y realidad, Facultad de Filosofía y Letras, Benemérita Universidad Autónoma de Puebla, México, 2001, 288 pp.
3. Hermenéutica analógica: aproximaciones y elaboraciones, Editorial Ducere, México, 2003, 254 pp.
4. La paradoja de Orayen, con Alberto Moretti, EUDEBA, Buenos Aires, 2003, 106 pp.
5. Pensar la filosofía, con Elisabetta di Castro, UNAM, 2004, 146 pp. (Colección Jornadas, Facultad de Filosofía y Letras).
6. El Hiperión, Biblioteca del Estudiante Universitario, número 141, UNAM, México, 2006, 1ª reimpresión 2010, 211 pp.
7. El mobiliario del mundo: ensayos de ontología y metafísica, con Oscar Nudler, UNAM, México, 2007, 384 pp. (Colección Filosofía Contemporánea, Instituto de Investigaciones Filosóficas).
8. La filosofía mexicana ¿incide en la sociedad actual?, con Gabriel Vargas, Mauricio Beuchot y José Alfredo Torres, Editorial Torres Asociados, México, 2008, 102 pp., 2ª edición, 2009.
9. The furniture of the world, con Oscar Nudler, Rodopi, Dordrecht, 2012.
10. Alejandro Rossi, con Olbeth Hansberg, México, UNAM / Fondo de Cultura Económica / CONACULTA / El Colegio Nacional, 2012.
11. Bibliografía filosófica mexicana del siglo XX, con Verónica Carmona y Cristina Roa, libro electrónico, México, UNAM, 2012. ISBN 978-607-02-2807-0.
12. Emilio Uranga, Análisis del ser del mexicano y otros ensayos, selección, prólogo y notas de Guillermo Hurtado, México, Bonilla y Artigas Editores, Colección Las semanas del jardín, Núm. 4, 2013.
13. Normatividad y argumentación. Conversaciones con Carlos Pereda, con Miguel Ángel Fernández, México, Instituto de Investigaciones Filosóficas, UNAM, 2013, 548 pp.
14. La filosofía y la cuarta transformación de México, con José Alfredo Torres y Gabriel Vargas, México, Editorial Torres y Asociados, 2019, 122 pp.
15. Leopoldo Zea, Escritos de juventud: 1934-1942, edición de Guillermo Hurtado, CIALC, UNAM, 2019. 1ª impresión electrónica 2021, 683 pp.
16. Ensayos filosóficos sobre la Cuarta Transformación de México, con José Alfredo Torres, México, Editorial Torres y Asociados, 2021, 218 pp.
17. La cuarta transformación vista desde la filosofía mexicana, con José Alfredo Torres, México, Editorial Torres y Asociados, 2022, 256 pp.
18. Luis Villoro, La identidad múltiple, coordinado por Juan Villoro y Guillermo Hurtado, México, El Colegio Nacional y Universidad Michoacana de San Nicolás de Hidalgo, 2022, 247 pp.
19. Lecturas filosóficas para el siglo XXI, con Luis Fernando Lara y José Ramón Cossío, México, El Colegio Nacional, 2023, 191 pp.
20. Luis Villoro, La razón disruptiva, selección y prólogo de Guillermo Hurtado, México, Debate, Random House, 2023, 416 pp.

Es autor de más de cien artículos o capítulos de libros sobre numerosos temas.